# CPMI do Cachoeira
CPMI do Cachoeira é uma comissão parlamentar mista de inquérito (Câmara dos Deputados e Senado Federal) criada no Brasil para investigar a atuação do empresário de jogos ilegais Carlos Augusto Ramos, o Carlinhos Cachoeira, e suas ligações com agentes públicos e privados no que se conhece como crime organizado no Brasil.

## História
A motivação pela criação da CPMI foi a repercussão da Operação Monte Carlo da Polícia Federal do Brasil. O requerimento de criação da comissão foi assinado por 337 deputados e 72 senadores, bem mais que o mínimo necessário e lido regimentalmente em plenário. A CPMI foi oficialmente instalada em 25 de abril de 2012.

## Composição
Compõem a direção dos trabalhos da CPMI:
- Presidente: Senador Vital do Rêgo Filho (PMDB)[3]
- Vice-Presidente: ainda não escolhido
- Relator: Deputado Odair Cunha (PT)[4]

A Comissão é composta por 32 membros titulares, sendo 16 deputados e 16 senadores.

### Senadores
Vital do Rêgo Filho (PMDB-PB), Sérgio de Souza (PMDB-PR), Ricardo Ferraço (PMDB-ES), Ciro Nogueira (PP-PI), Paulo Davim (PV-RN), José Pimentel (PT-CE), Humberto Costa (PT-PE), Vanessa Grazziotin (PC do B-AM), Pedro Taques (PDT-MT), Lídice da Mata (PSB-BA), Cássio Cunha Lima (PSDB-PB), Álvaro Dias (PSDB-PR), Jayme Campos (DEM-MT), Fernando Collor de Mello (PTB-AL), Vicentinho Alves (PR-TO), Kátia Abreu (PSD-TO)

### Deputados
Cândido Vaccarezza (PT-SP), Odair Cunha (PT-MG), Paulo Teixeira (PT-SP), Luiz Pitiman (PMDB-DF), Iris de Araujo (PMDB-GO), Carlos Sampaio (PSDB-SP), Fernando Francischini (PSDB-PR), Onyx Lorenzoni (DEM-RS), Rubens Bueno (PPS-PR), Maurício Lessa (PR-AL), Protógenes Queiroz (PC do B-SP), Miro Teixeira (PDT-RJ), Silvio Costa (PTB-PE), Paulo Foletto (PSB-ES), Filipe Pereira (PSC-RJ), Gladson Cameli (PP-AC).

## Fim melancólico
Na delação premiada do Delcídio do Amaral homologada pelo Supremo Tribunal Federal em 15 de março de 2016, Delcídio cita que o governo e parlamentares governistas puseram fim a CPI quando ela se aproximou de chegar ao operador Adir Assad e em empresas usadas para lavar dinheiro do caixa dois da campanha presidencial petista em 2010. 
| “ | “Quando a investigação da CPI chegou a essas empresas, verificando-se o risco que isso poderia representar, imediatamente a CPI arrefeceu e terminou melancolicamente” | ” |

Ainda segundo Delcídio: 
| “ | “Houve reunião com as bancadas de apoio ao governo, que orientaram aqueles parlamentares que pertenciam à CPI do Cachoeira quanto ao encerramento dos trabalhos” | ” |

De acordo com Delcídio, José de Filippi Júnior, o tesoureiro da campanha de Dilma em 2010, orientava empresas doadoras a “utilizarem as empresas de Assad”.